# Blindia alpina
Blindia alpina là một loài rêu trong họ Seligeriaceae. Loài này được (Mitt.) Müll. Hal. mô tả khoa học đầu tiên năm 1900.